# Etheostoma scotti
Etheostoma scotti är en fiskart som beskrevs av Bauer, Etnier och Burkhead, 1995. Etheostoma scotti ingår i släktet Etheostoma och familjen abborrfiskar. Inga underarter finns listade i Catalogue of Life.